# Privola
Privola ili agreman (fran. agrément) je pristanak države primateljice da prihvati osobu koju država šaljiteljica predlaže za šefa diplomatske misije.
Međunarodna je praksa da se prije imenovanja veleposlanika, koliko iz službenih toliko i osobnih razloga šefa diplomatske misije, vlada koja ga upućuje unaprijed osigura da će on biti prihvaćen (persona grata) u državi primateljici. Zahtjev za privolu, najčešće usmeno uz predaju biografskih podataka kandidata, podnosi otpravnik poslova strane misije ili odlazeći veleposlanik koji je dobio odgovarajuće upute od svog ministra vanjskih poslova. Privolu daje poglavar države. Jednom kada je privola dana, imenovanje se može javno objaviti.
Negativan odgovor se obično uopće ne daje, tako da država šaljiteljica nakon određenog vremena može smatrati da je prijedlog odbijen i ponuditi drugu osobu. Država primateljica nije dužna navesti razloge za odbijanje privole, niti će ih država šaljiteljica tražiti.